# 松尾孝之
松尾 孝之（まつお たかゆき、1890年8月5日 - 1946年5月25日）は、日本の政治家。衆議院議員（2期）。室蘭市長。

## 経歴
北海道出身。1917年日本大学法律科卒。内務省警保局に勤め、夕張警察署長を最後に1928年退官。同年夕張町長に就任した。1932年の第18回衆議院議員総選挙で無所属で立候補して当選。当選後は立憲政友会に入った。その後2回立候補して落選、1937年の第20回衆議院議員総選挙後に繰り上げ当選した。1942年の翼賛選挙では非推薦で立候補して落選した。
戦後の1945年11月24日、室蘭市長に就任したが、病のため1946年5月25日に死去した。